# Русалим Дичов
Русалим (Русе) Дичов Димитров (Митрев) е български зограф от Македония, представител на Дебърската художествена школа.

## Биография
Русалим Дичов е роден в 1840 година в дебърското мияшко село Тресонче. Баща му Дичо Митрев е зограф, съселянин и съвременник на известния Дичо Кръстев Зограф. Русалим учи при Яков и Исая Мажовски. С двамата Мажовски работи кратко из Средногорието. От 1869 година работи с Мажовски в „Свети Николай“ в Стъргел и в „Свети Теодор Тирон“ в Буново, Пирдопско. В 1885 година изписва иконите в църквата „Свети Георги“ във Вукан.
После работи в Северна България и Балкана. В 1907 година изписва стенописите Бог Саваот и Света Богородица Ширшая небес в старата църква „Свети Илия“ в Етрополе.
Изписва и „Рождество Богородично“ във Вратца. Работи в Ловешко и умира в село Вратца в 1910 година.